# Tetramorium palaense
Tetramorium palaense är en myrart som beskrevs av Bolton 1979. Tetramorium palaense ingår i släktet Tetramorium och familjen myror. Inga underarter finns listade i Catalogue of Life.